# 自放電
自放電是电池的現象。自放電會減少原電池的保质期，使其部份電量在自放電過程中消耗，實際使用時可提供的電量下降
電池自放電的速度和電池種類、電量狀態、充電電流、環溫等因素有關。原電池在生產之後就無法再充電，因此其自放電速度會比傳統的充電電池慢很多。近來也有低放電的充電電池，例如低自放電鎳氫電池。
自放電是化學反應，就和閉路放電的情形類似，在高溫時會比較快。將電池儲存在低溫可以減慢其自放電，保持其電力。一般認為電極上慢慢產生的钝化層也會減慢自放電。

## 典型電池的自放電情形
| 電池                 | 是否可充電 | 自放電或是保质期     |
| -------------------- | ---------- | -------------------- |
| 鋰金屬電池           | 否         | 保质期10年           |
| 鹼性電池             | 否         | 保质期5年            |
| 碳锌电池             | 否         | 保质期2–3年          |
| 氯化亞碸鋰電池       | 否         | 每年減少1%           |
| 锂离子电池           | 是         | 每月2–3%，最多會到4% |
| 鋰離子聚合物電池     | 是         | 每月約~5%            |
| 低自放電鎳氫電池     | 是         | 最低可到每月0.25%    |
| 铅酸蓄电池           | 是         | 每月4–6%             |
| 鎳鎘電池             | 是         | 每月15–20%           |
| 傳統鎳氫電池（NiMH） | 是         | 每月30%              |

## 延伸閱讀
- Wu and White, "Self-Discharge Model of a Nickel-Hydrogen Cell." Journal of the Electrochemical Society, 147 (3) 901-909 (2000)

## 外部連結
- Battery dischargers Description and treatment of sulphated batteries